# Monte Amak
El volcán Amak es un estratovolcán de en las islas Aleutianas de Alaska, EE. UU., A 995 km de Anchorage. Se encuentra en la isla del mismo nombre, a 50 km del volcán Frosty y cerca del borde del flanco occidental de la península de Alaska. Solo los barcos pueden acceder a la isla con un cierto permiso.
El volcán Amak ha entrado en erupción tres veces en tiempos históricos: cerca de 2550 a. C., desde 1700-1710 y en 1796; el primero de estos eventos fue identificado con tephrochronologia. Cada erupción se ha caracterizado por flujos de lava, y las dos erupciones más recientes incluyen una erupción de cráter.